# 平野良
平野良（1984年5月20日—）是日本男演員。隸屬於WAVEMASTER, Inc.旗下的藝人，出生於日本神奈川縣。

## 概要
- 身高：174cm
- 中學時曾隸屬於劇団東俳。1999年因為參演3年B班金八老師而初次登台。

## 主要作品

### 電視劇
- 3年B班金八老師（1999年）- 飾 中込祥夫
- 離天堂最近的男人（2001年）- 飾 双木洋一
- 父女七日變（2007年）- 飾 柴本順平

### 電影
- 十年愛（2008年）

### 舞台劇
- ラフカット2008（2008年）
- 《網球王子舞台劇》（飾 一氏裕次）
  - The Treasure Match 四天宝寺 feat. 氷帝
  - Dream Live 6th
  - The Final Match 立海 First feat.四天宝寺

2014
- 最遊記歌劇傳 –God Child（飾 上帝）

### PV
- Seventh Tarz Armstrong

### 寫真集
- 「Ambitious  No.3」（2009.5.25）